# Greta lydia
Greta lydia är en fjärilsart som beskrevs av Gustav Weymer 1899. Greta lydia ingår i släktet Greta och familjen praktfjärilar. Inga underarter finns listade i Catalogue of Life.